# Taapaca
Il Taapaca è uno complesso vulcanico nella Regione di Arica e Parinacota in Cile. So trova nei pressi della pittoresca cittadina di Putre. La montagna fu un sito cerimoniale per gli Inca. Parte del massiccio fa parte del Parco nazionale Lauca.